# Serhat Koç
Serhat Koç (* 18. Juli 1990 in Eindhoven) ist ein niederländisch-türkischer Fußballspieler.

## Karriere
Koç begann seine Profikarriere 2007 beim niederländischen Eerste-Divisie-Klub FC Eindhoven. Hier erzielte er in zwei Spielzeiten 19 Tore in 47 Ligaspielen. Nach diesen Leistungen verpflichtete ihn zum Sommer 2009 der Erstligist FC Groningen. Koç spielte nur kurzfristig für Groningen und wurde an die Vereine SC Cambuur und FC Eindhoven ausgeliehen. Zur Saison 2011/12 kehrte er zu Letzterem zurück und spielte für diesen weitere zwei Spielzeiten. Im Sommer 2013 verließ er Eindhoven und ging zum Ligarivalen Helmond Sport.
Zur Saison 2014/15 wurde der Wechsel Özcans in die türkische TFF 1. Lig zum Şanlıurfaspor verkündet. Dieser Wechsel kam allerdings im Nachhinein nicht zustande.